# Етзаз Хуссаїн
Етзаз Хуссаїн (норв. Etzaz Hussain, нар. 27 січня 1993, Осло) — норвезький футболіст пакистанського походження, півзахисник клубу «Молде» та молодіжної збірної Норвегії.
Чемпіон Норвегії. Володар Кубка Норвегії.

## Клубна кар'єра
Народився 27 січня 1993 року в місті Осло. Вихованець футбольної школи клубу «Лангус».
2009 року продовжив футбольну підготовку в академії англійського «Манчестер Юнайтед», з яким уклав свій перший професійний контракт у день свого 17-річчя. Провів у клубній структурі «Юнайтед» два роки, виступаючи у складі команди дублерів, яку очолював відомий колишній гравець цього англійського клубу та збірної Норвегії Уле Гуннар Сульшер.
На початку 2011 року повернувся на батьківщину, ставши гравцем «Волеренги», а за два місяці уклавши контракт з «Фредрікстадом», у складі якого й дебютував в офіційних матчах на дорослому рівні.
До складу клубу «Молде» приєднався 2012 року, відкликнувшись на запрошення все того ж Уле Гуннара Сульшера, який на той час вже працював у Норвегії.

## Виступи за збірні
2008 року дебютував у складі юнацької збірної Норвегії, взяв участь у 40 іграх за юнацькі збірні різних вікових категорій, відзначившись 2 забитими голами.
З 2012 року залучається до складу молодіжної збірної Норвегії. На молодіжному рівні зіграв у 9 офіційних матчах, забив 3 голи.

## Статистика виступів

### Статистика клубних виступів
Станом на 1 січня 2014 року
| Сезон                         | Клуб                          | Чемпіонат                     | Чемпіонат | Чемпіонат | Національний кубок | Національний кубок | Національний кубок | Континентальні кубки | Континентальні кубки | Континентальні кубки | Суперкубки | Суперкубки | Суперкубки | Усього | Усього |
| Сезон                         | Клуб                          | Ліга                          | Ігор      | Голів     | Ліга               | Ігор               | Голів              | Ліга                 | Ігор                 | Голів                | Ліга       | Ігор       | Голів      | Ігор   | Голів  |
| ----------------------------- | ----------------------------- | ----------------------------- | --------- | --------- | ------------------ | ------------------ | ------------------ | -------------------- | -------------------- | -------------------- | ---------- | ---------- | ---------- | ------ | ------ |
| 2009–10                       | «Манчестер Юнайтед»           | ПЛ                            | 0         | 0         | КА+КЛ              | 0                  | 0                  | ЛЧ                   | 0                    | 0                    | СКА        | 0          | 0          | 0      | 0      |
| 2010-січ. 2011                | «Манчестер Юнайтед»           | ПЛ                            | 0         | 0         | КА+КЛ              | 0                  | 0                  | ЛЧ                   | 0                    | 0                    | СКА        | 0          | 0          | 0      | 0      |
| Усього за «Манчестер Юнайтед» | Усього за «Манчестер Юнайтед» | Усього за «Манчестер Юнайтед» | 0         | 0         |                    | 0                  | 0                  |                      | 0                    | 0                    |            | 0          | 0          | 0      | 0      |
| січ.-бер. 2011                | «Волеренга»                   | ТЛ                            | 0         | 0         | КН                 | 0                  | 0                  | ЛЄ                   | 0                    | 0                    | -          | -          | -          | 0      | 0      |
| 2011                          | «Фредрікстад»                 | ТЛ                            | 20        | 2         | КН                 | 4                  | 1                  | -                    | -                    | -                    | -          | -          | -          | 24     | 3      |
| січ.-сер. 2012                | «Фредрікстад»                 | ТЛ                            | 12        | 3         | КН                 | 2                  | 1                  | -                    | -                    | -                    | -          | -          | -          | 14     | 4      |
| Усього «Фредрікстад»          | Усього «Фредрікстад»          | Усього «Фредрікстад»          | 32        | 5         |                    | 6                  | 2                  |                      | -                    | -                    |            | -          | -          | 38     | 7      |
| сер.-грд. 2012                | «Молде»                       | ТЛ                            | 10        | 2         | КН                 | 2                  | 0                  | ЛЧ+ЛЄ                | 0+8                  | 0                    | СКН        | -          | -          | 20     | 2      |
| 2013                          | «Молде»                       | ТЛ                            | 22        | 2         | КН                 | 6                  | 1                  | ЛЧ+ЛЄ                | 2+1                  | 0                    | -          | -          | -          | 31     | 3      |
| Усього за «Молде»             | Усього за «Молде»             | Усього за «Молде»             | 32        | 4         |                    | 8                  | 1                  |                      | 11                   | 0                    |            | -          | -          | 51     | 5      |
| Усього                        | Усього                        | Усього                        | 64        | 9         |                    | 14                 | 3                  |                      | 11                   | 0                    |            | -          | -          | 89     | 12     |

## Титули і досягнення
- Чемпіон Норвегії (4):

«Молде»:  2012, 2014, 2019, 2022
- Володар Кубка Норвегії (3):

«Молде»:  2013, 2014, 2021-22